# Alfândega da Fé
Alfândega da Fé là một huyện thuộc tỉnh Bragança, Bồ Đào Nha. Huyện này có diện tích 322 km², dân số thời điểm năm 2001 là 5963 người.